# Parafia św. Stanisława Biskupa Męczennika w Górecku Kościelnym
Parafia Rzymskokatolicka pod wezwaniem świętego Stanisława Biskupa Męczennika w Górecku Kościelnym – parafia dekanatu Józefów diecezji zamojsko-lubaczowskiej.

## Lista proboszczów parafii
| Imię i nazwisko                  | Daty zarządzania                                                                 |
| -------------------------------- | -------------------------------------------------------------------------------- |
| Franciszkanie konwentualni       | 1668 – 1866                                                                      |
| o. Antoni Terlecki               |                                                                                  |
| o. Antoni Grudziński             |                                                                                  |
| o. Franciszek Zawadzki           |                                                                                  |
| o. Hieronim Zieliński            |                                                                                  |
| o. Sykstus Ulanowski             |                                                                                  |
| o. Innocenty Wagner              |                                                                                  |
| o. Teofil Rysowski               |                                                                                  |
| o. Augustyn Gwadzieński          |                                                                                  |
| o. Cyprian Majchycki             |                                                                                  |
| o. Tomasz Sienkiewicz            |                                                                                  |
| o. Fidelis Brudnicki             |                                                                                  |
| o. Aleksy Budzyński              |                                                                                  |
| o. Prosper Ostkowski             |                                                                                  |
| o. Aleksander Rutkiewicz         |                                                                                  |
| o. Tomasz Wyszkowski             |                                                                                  |
| o. Franciszek Zawadowski         |                                                                                  |
| o. Piotr Krassowski              |                                                                                  |
| o. Ambroży Chudzicki             |                                                                                  |
| o. Ambroży Gosztyński            |                                                                                  |
| o. Tomasz Bakał                  |                                                                                  |
| o. Szymon Gałecki                |                                                                                  |
| Kapłani diecezjalni              |                                                                                  |
| ks. Franciszek Klicki            | 1866 – 1900                                                                      |
| ks. Wiktoryn Polikarp Kwarciński | 1900 – 1919                                                                      |
| ks. Hieronim Brzóz               | 1919 – 1921                                                                      |
| ks. Antoni Chotyński             | 1921 – 1929                                                                      |
| ks. Błażej Nowosad               | 1929 – 1935                                                                      |
| ks. Jan Mróz                     | 1935 – 1946                                                                      |
| ks. Ludomir Tutlis               | 1946 – 1961                                                                      |
| ks. Aleksander Siwek             | 26 maja 1961 – 8 lipca 1962 (po śmierci ks. Tutlisa był administratorem parafii) |
| ks. Wincenty Marciniewicz        | 1962 – 1992                                                                      |
| ks. Stanisław Budzyński          | 1992 – 1995                                                                      |
| ks. Andrzej Pikula               | 1995 – 1999                                                                      |
| ks. Tadeusz Sochan               | 1999 – 2016                                                                      |
| ks. Jarosław Kędra               | 2016 –                                                                           |

## Miejscowości należące do parafii
- Aleksandrów (część)
- Brzeziny
- Florianka
- Górecko Kościelne
- Górecko Stare
- Józefów Roztoczański
- Majdan Kasztelański
- Podlas
- Sigła
- Tarnowola
- Tereszpol-Kukiełki (część)
- Trzepietniak